# En mi mundo
«En mi mundo» es la canción de apertura de la exitosa telenovela argentina Violetta interpretada por la cantante y actriz argentina Martina Stoessel publicado en 2012 por el sello discográfico Walt Disney Records.

## Lanzamiento

### Producción, antecedentes y versiones
La canción fue grabada durante el rodaje de la telenovela Violetta. Fue publicada el 5 de abril de 2012 estrenándose en Radio Disney Latinoamérica y también en el programa de televisión Zapping Zone, con su video en Disney Channel, y en previsión del primer álbum y la primera visión de la serie.
Es utilizada como tema musical de la telenovela Violetta en varios países, incluso en Rusia, Italia, Israel, Polonia y Turquía. En Francia, el tema es una versión de la cantada por Stoessel y está titulada «Dans Mon Monde» y es cantada por Cynthia, en Brasil es cantada por Mayra Arduini con el título «Pelo Mundo», en Italia fue utilizado el original para los primeros cuarenta episodios, pero más tarde, también para las respuestas, se utiliza la versión italiana «Nel mio mondo» interpretada por Martina Stoessel de los cuales también fue lanzado un video oficial en Disney Channel Italia, donde es la protagonista de la serie, junto con los bailarines. y en Estados Unidos, Inglaterra y en otros países de habla inglesa fue lanzada la versión en inglés como «In My Own World»
El sencillo es del primer álbum Violetta y también se publicó la versión bilingüe con College 11 de Cantar es lo que soy.

## Lista de canciones

### Edición para América Latina
| N.º | Título                           | Escritor(es)                                    | Duración |  |
| 1.  | «En mi mundo» (Martina Stoessel) | Sebastián Mellino, Pablo Correa, Ezequiel Bauza | 3:32     |  |

### Edición para Italia
| N.º | Título                             | Escritor(es)                                                      | Duración |  |
| 1.  | «Nel Mio Mondo» (Martina Stoessel) | Lorena Brancucci, Sebastián Mellino, Pablo Correa, Ezequiel Bauza | 3:35     |  |

### Edición para Brasil
| N.º | Título                         | Escritor(es)                                    | Duración |  |
| 1.  | «Em Meu Mundo» (Mayra Arduini) | Sebastián Mellino, Pablo Correa, Ezequiel Bauza | 1:05     |  |

### Edición para Francia
| N.º | Título                     | Escritor(es)                                                    | Duración |  |
| 1.  | «Dans Mon Monde» (Cynthia) | Claude Lombard, Sebastián Mellino, Pablo Correa, Ezequiel Bauza | 3:12     |  |